# Кравица
Кравица је насељено мјесто у општини Братунац, Република Српска, БиХ. Према прелиминарним подацима пописа становништва 2013. године, у насељу је живјело 558 становника.

## Географија
Налази се у близини Братунца, а насељена је углавном Србима. Обухвата подручје од 224 хектара.

## Историја
Почетком деведесетих година XX вијека бројало је око 350 житеља. Село Кравица са околином је током Другог светског рата десетковано од стране муслимана, и преко 500 људи је убијено. Због тога је ово село од Другог светског рата било познато по томе да ту „муслиманска нога није крочила“.
На Божић 7. јануара 1993, муслиманске снаге тадашње Армије РБиХ, од око 3.000 војника, предвођене Насером Орићем су напале село које је бранило не више од 300 људи. У борби, штитећи одступницу око 1.000 избеглица из Кравице али и становника околних села Шиљковићи, Јежештица, Бањевићи, погинуло је 49 људи, док је заселак Мандићи сравњен са земљом.

## Становништво
| Демографија (општина Кравица) (општина Кравица) | Демографија (општина Кравица) (општина Кравица) | Демографија (општина Кравица) (општина Кравица) |
| Година                                          | Становника                                      | Становника                                      |
| ----------------------------------------------- | ----------------------------------------------- | ----------------------------------------------- |
| 1948.                                           | 4.054                                           |                                                 |
| 1953.                                           | 6.588                                           |                                                 |
| 1991.                                           | 363                                             |                                                 |
| 2013.                                           | 558                                             |                                                 |

## Знамените личности
- Перо Ђукановић, један од вођа српског устанка у Подрињу 1941.